# Heinrich I. (Fürstenberg)

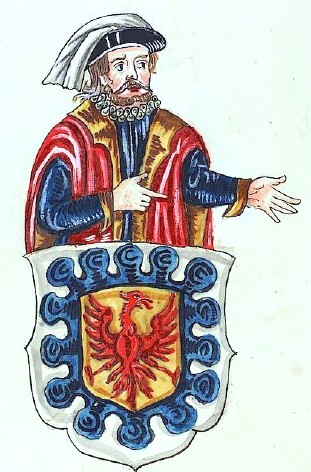
Heinrich I. Graf von Urach und Fürstenberg

Heinrich I. von Fürstenberg (* um 1215; † 6. Januar 1284) war der Stammvater des Adelsgeschlecht der Grafen von Fürstenberg, das später auch in den Reichsfürstenstand aufstieg.

## Leben
Heinrich war ein Sohn des Grafen Egino V. von Urach. Er erhielt bei der Erbteilung (um 1245) mit seinem Bruder, dem Grafen Konrad I. von Freiburg, die ehemals zähringischen Besitzungen auf dem Schwarzwald und in der Baar, die Städte Villingen und Haslach sowie die Herrschaften Dornstetten, Urach, Steinach und Biberach.
„Auch nach der Erbteilung nannte sich Heinrich noch längere Zeit Graf von Urach, seit 1250 aber daneben und später ausschließlich Herr, dann Graf von Fürstenberg, nach der Burg und Stadt dieses Namens, wo er seinen bevorzugten Wohnsitz aufschlug.“ Die Burg Fürstenberg baute er sich als seinen Herrschaftssitz aus.
Bereits 1244 gründete Heinrich zusammen mit seinen Brüdern die Stadt Vöhrenbach. 1253 stiftete er die Johanniter-Kommende Villingen. 1274 war Heinrich an der Gründung des Zisterzienserinnenklosters „Maria Hof“ Neudingen beteiligt, das später zum Hauskloster des Hauses Fürstenberg wurde.
Auf seine Initiative geht auch die Ansiedlung der Franziskaner in Villingen zurück. 1278 schenkte er den Franziskanern Kloster Kniebis.
Heinrich war von Beginn an ein treuer Gefolgsmann von Rudolf von Habsburg, für den er auch in Reichsangelegenheiten und diplomatischer Mission tätig war. 1273 begleitete er den König zu dessen Krönung nach Aachen. 1275 nahm er am Reichstag zu Augsburg teil. 1275/76 gehörte Heinrich zu einer Reichsdelegation die in der Lombardei die Huldigung für den neuen König abnahm. Heinrichs Tätigkeit für König und Reich wird in der Literatur hoch eingeschätzt: „Für die Befestigung des Habsburgers auf dem Königsthrone und, was damit zusammenhängt, für Wiederherstellung eines kraftvollen Reichsregiments nach kläglichem Verfall haben wenige Männer soviel geleistet wie Graf Heinrich von Fürstenberg.“ Am 26. August 1278 war Heinrich an der Schlacht bei Dürnkrut beteiligt, in der König Rudolf den entscheidenden Sieg gegen den böhmischen König Ottokar II. errang.
Als Lohn für alle seine Dienste erhielt Heinrich die Städte Villingen und Haslach, auf die auch das Reich Ansprüche erhob, als Reichslehen. Mit Urkunde vom 18. Januar 1283 verlieh ihm König Rudolf I. die Grafschaft Baar, nachdem die Grafen von Sulz auf diese Herrschaft verzichtet hatten. Allerdings starb er schon innert eines Jahres und wurde beim Münster in Villingen begraben.

## Herkunft, Ehe und Nachkommen
Heinrich war ein Sohn von Egino V. von Urach-Freiburg und der Adelheit von Neuffen. Heinrich heiratete Agnes von Truhendingen und hatte mit ihr sieben Kinder:
- Friedrich († 1296) – Stifter der Fürstenberger Linie
- Egon († 23. April 1324) – Stifter der Haslacher Linie. Graf von Fürstenberg 1281, Landgraf in der Baar von 1307 bis 1315/1322 ⚭ Gräfin (Verena ?) von Hachberg mit ihr hatte er die 5 Kinder: Heinrich († jung); Egen († 8. Juni 1363 Johanniter, Komtur zu Freiburg, Villingen, Schlettstadt und Klingnau); Johann (1317 bis † 1332); Götz († 13. Jan. 1341) ⚭ 1323 Anna Gräfin von Montfort († 13. Januar 1341) bestattet in der Dominikanerkirche Freiburg, Grabstein seit 1802 in der Pfarrkirche Haslach, neben dem namenlosen Grabstein der dem Götz zugeschrieben wird. Sie hatten vier Kinder: Herzelaude, Heinrich, Hug  und Johann; Anna († bestattet 1345 in Schuttern) ⚭ Walter III. von Geroldseck gen. v. Tübingen.
- Konrad († vor 1320) – 1282 Domherr in Konstanz, Pfarrherr zu Villingen 1290 bis 1311, dann Pfarrherr von Dornstetten
- Gebhard († 7. Mai 1337) 1284 Pfarrer von Pfohren, 1309 von Grüningen, 1321 Domherr in Konstanz, 1322 Pfarrer von Pfohren und Villingen
- Margaretha († 1296) ⚭ Albrecht II. Graf von Hohenberg
- Elisabeth – 1. ⚭ Berthold Freiherr von Falkenstein; 2. ⚭ Gottfried Pfalzgraf von Tübingen
- N.N.